# 대륙검은안테키누스
대륙검은안테키누스(Antechinus mimetes)는 오스트레일리아에서 발견되는 작은 육식성 유대류의 일종이다. 이전에는 검은안테키누스(Antechinus swainsonii)의 아종(Antechinus swainsonii mimetes)으로 간주했다.

## 아종
- Antechinus mimetes mimetes (Thomas 1924)
- Antechinus mimetes insulanus Davison, 1991